# Eduard Jedamzik
Eduard Rudolf Alfred Jedamzik (* 17. Juni 1901 in Alt Ukta, Kreis Sensburg; † 9. Dezember 1966 in Nürnberg) war ein deutscher Jurist und SS-Sturmbannführer. Er war Gestapochef in Dresden und Chemnitz, Kreishauptmann im besetzten Polen sowie Führer des Einsatzkommandos 10b in der UdSSR.

## Leben
Jedamzik, dessen Vater Regierungsinspekteur war, wurde noch in der Endphase des Ersten Weltkrieges 1918 Soldat. Nach seiner Entlassung aus der Armee war er von 1919 bis 1921 Mitglied des Freikorps Oberschlesien. Jedamzik gehörte auch dem Stahlhelm an.
Nach dem Abitur studierte er von 1923 bis 1928 Rechtswissenschaften an den Universitäten in Greifswald und Berlin. Das Studium schloss er 1931 mit dem zweiten Staatsexamen ab. Danach war er als Richter, Vertreter eines Notars und bei der Osthilfe beschäftigt.
Zum 1. Oktober 1932 trat er in die NSDAP ein (Mitgliedsnummer 1.333.091) und im Juni 1933 wurde er Mitglied der SS (SS-Nummer 130.610).
Anfang Oktober 1935 begann er seine Tätigkeit bei der Gestapo. Jedamzik war ab 1937 bei der Stapo Koblenz tätig und wurde dort zum Regierungsrat befördert. Danach war er bei der Stapo Dresden und schließlich als Leiter bei der Stapostelle Zwickau und anschließend Plauen eingesetzt.
Nach dem Überfall auf Polen und dem Beginn des Zweiten Weltkrieges wurde Jedamzik im Oktober 1939 zum Kreishauptmann (Landrat) der polnischen Stadt Kielce bestellt, die nunmehr zum Generalgouvernement zählte. Vom August 1941 bis Juni 1942 wurde er abermals als Kreishauptmann und Polizeistandortoffizier im galizischen Drohobytsch eingesetzt.
Ende 1942 wurde Jedamzik als SS-Sturmbannführer im Stab der Einsatzgruppe D verwendet. In der Zeit vom Dezember 1942 bis Februar 1943 war er Führer des Einsatzkommandos 10b der Einsatzgruppe D in der Ukraine.  Beim Rückzug aus Naltschik kam es zur Ermordung von Häftlingen des dortigen Kriegsgefangenenlagers (mindestens 40 Männer, Frauen und Kinder).
Danach übernahm Jedamzik die Gestapoleitung in Chemnitz und wurde ab April 1944 im Amt III (Deutsche Lebensgebiete – SD-Inland) des Reichssicherheitshauptamtes verwendet.
Von Juni 1945 bis Oktober 1948 war er interniert, danach arbeitete Jedamzik als Rechtsanwalt in Nürnberg. Das Ermittlungsverfahren der Staatsanwaltschaft München wegen der Morde in Naltschik war durch seinen Tod erledigt.